# أندرو هودجز
أندرو هودجز (بالإنجليزية: Andrew Hodges)‏ هو كاتب سير ورياضياتي وفيزيائي بريطاني، ولد في 1949 في لندن في المملكة المتحدة.

## وصلات خارجية
- الموقع الرسمي
- أندرو هودجز على موقع قاعدة بيانات برودواي على الإنترنت (الإنجليزية)